# 大谷啓治
大谷 啓治（おおたに けいじ、1930年（昭和5年）12月13日 - 2018年（平成30年）10月3日）は、日本の哲学者。上智大学名誉教授。上智大学長を務めた。

## 経歴
1930年（昭和5年）東京都に生まれる。上智大学大学院哲学研究科修士課程を修了し、ミラノ・カトリック聖心大学博士課程修了。
1955年より上智大学文学部哲学科助手、1961年より専任講師、1965年より助教授を経て、1972年教授。1993年4月から1999年3月まで上智大学学長を務めた。2000年に定年退官して、名誉教授となる。2018年10月3日、胆嚢癌のため死去。

## 受賞・栄典
- 1996年：イタリア共和国功労勲章（コンメンダトーレ章）。
- 2009年：秋に瑞宝重光章を受章[2]。